# Nemesignis banyulensis
Nemesignis banyulensis (лат.) — вид брюхоногих моллюсков, единственный в составе рода Nemesignis из семейства Myrrhinidae отряда голожаберных.

## Этимология
Название рода Nemesignis происходит от соединения греческого слова Nemesis, которое напоминает об одноимённой греческой богине Немезиде и её роли компенсаторной справедливости, и латинского слова Ignis, то есть огонь, который горит и пылает, что связано с огненно-красным цветом типового вида рода.
Видовое название, состоящее из banyul[s] и латинского суффикса -ensis, «живущий, обитающий», было дано по названию типового места Баньюль-сюр-Мер (департамент Восточные Пиренеи, южная Франция), где вид был впервые идентифицирован в 1960 году.

## Описание
Моллюск длиной до 7 см, что делает его самым длинным голожаберным моллюском Средиземноморья. Имеет характерную белую срединную линию по телу и ещё одну вдоль каждого бока под цератой. Ринофоры пластинчатые, ламели полностью окружают ринофор.
Силуэт сужается к заострённому хвосту; тело обычно более или менее молочного полупрозрачного белого цвета, на котором хорошо выделяются цвета различных придатков. Многочисленные спинные цераты (придатки, используемые для дыхания и пищеварения) эректильные, ярко-оранжевого цвета и заканчиваются лазорево-красным кончиком. Они сгруппированы в пять-шесть скоплений, в которых часто видны заканчивающиеся в них продолжения гепато-пищеварительного тракта. Тело пересекают дорсально три слегка опалесцирующие белые продольные линии, центральная из которых делится на две у ротовых щупалец.
Голова того же цвета, что и тело, чётко обозначена и имеет оранжевые ринофоры (сенсорные придатки), ламелизированные по всей окружности, а также пару длинных белых буккальных щупалец (часто изогнутых вверх, что создаёт впечатление слоновьих бивней) с радужными голубыми кончиками, по крайней мере вдвое длиннее ринофоров — что отличает этот вид от родственника Coryphella lineata. У основания ринофоров расположены крошечные глазки, похожие на простые чёрные точки.

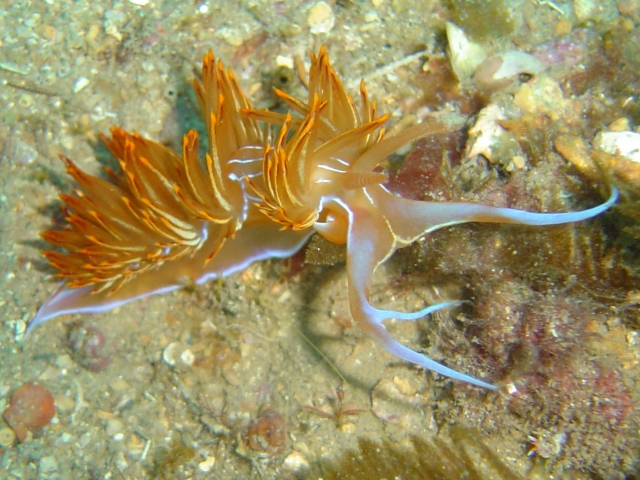
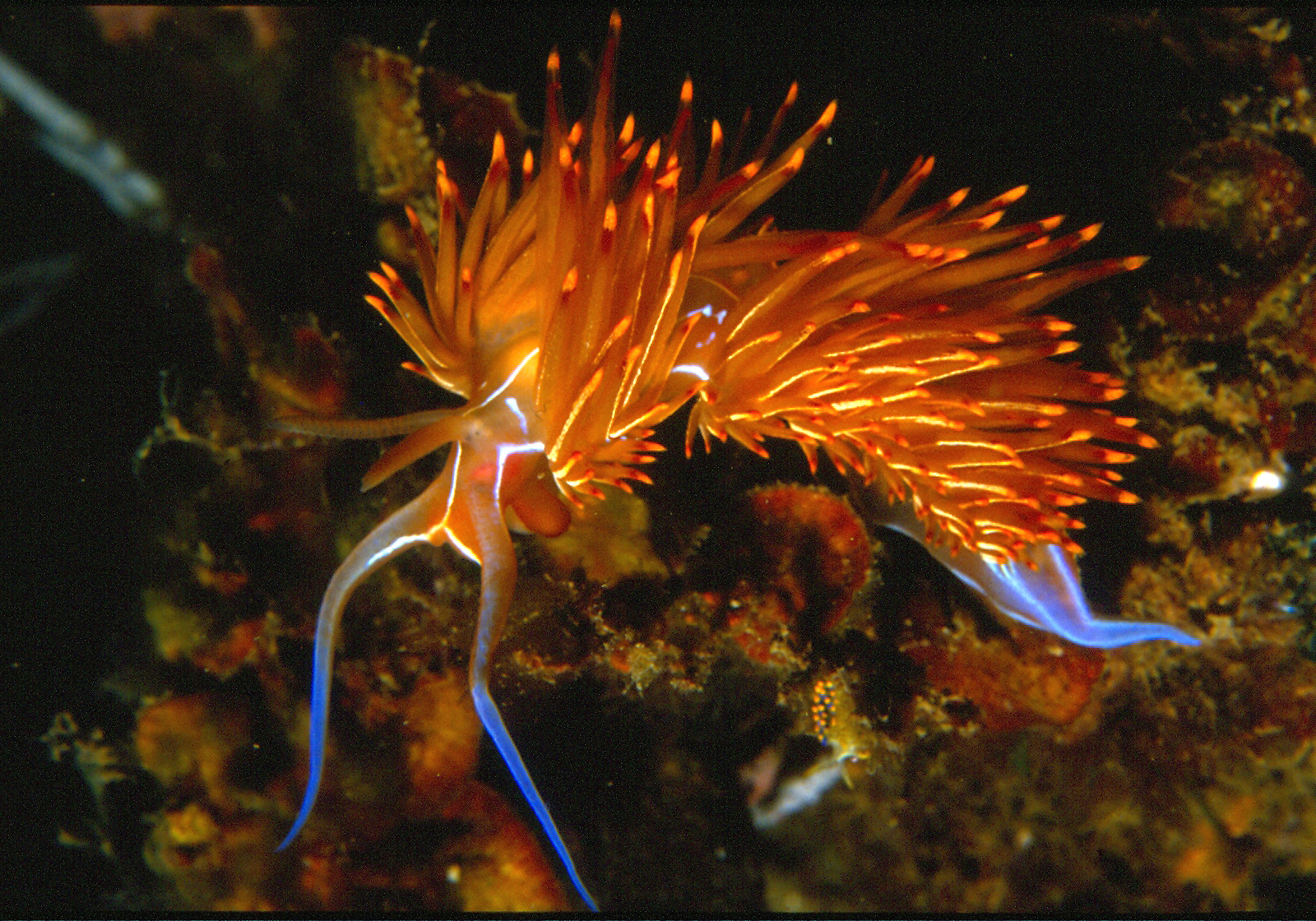
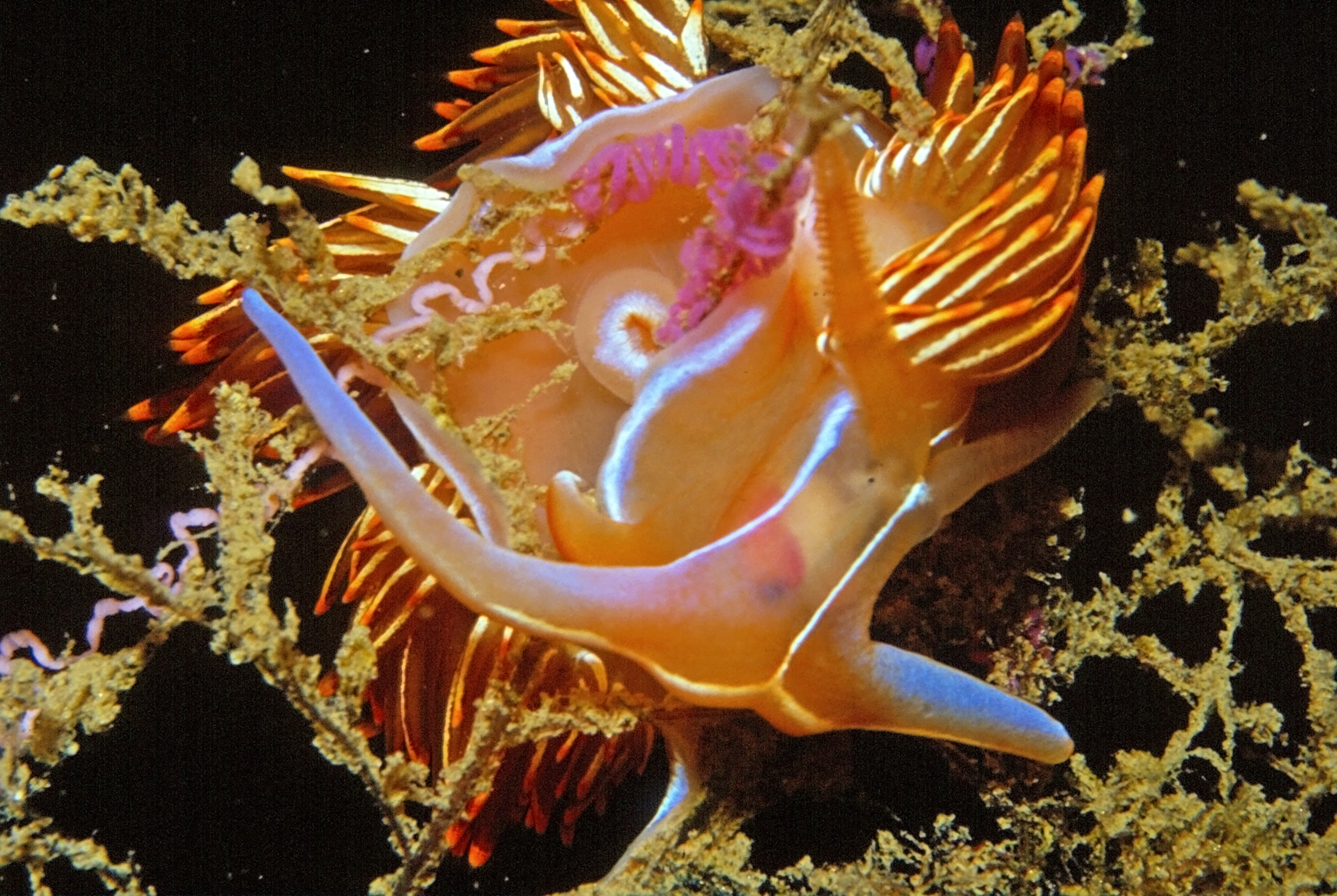

## Таксономия
Вид был впервые описан в 1960 году под названием Dondice banyulensis Portmann & Sandmeier, 1960. Ранее включался в семейства Glaucidae и Facelinidae, затем в Myrrhinidae. С 2021 года вид выделен в монотипический род Nemesignis Furfaro & Mariottini, 2021. Первоначальное имя Nemesis Furfaro & Mariottini, 2021 было заменено, так как преоккупировано омономичным именем ракообразного Nemesis Risso, 1826 (Copepoda).

## Распространение
Nemesignis banyulensis обитает в водах Средиземного моря и в прибрежных водах Атлантического океана (Португалия) на каменистом дне на глубинах от 5 до 35 м.